# اسنیکرلا
اسنیکرلا (به انگلیسی: Sneakerella) یک فیلم کمدی و موزیکال آمریکایی محصول سال ۲۰۲۲ به کارگردانی الیزابت آلن روزینبام با بازی چوزن جیکوبس و لکسی آندروود است. این فیلم با تخیل دوباره داستان پریان کلاسیک سیندرلا ساخته شده‌است.

## داستان
پس از عاشق شدن با کیرا کینگ، دختر ستاره بسکتبال و سرمایه‌دار کتانی داریوش کینگ، یک طراح کتانی مشتاق کوئینز اعتماد به نفس پیدا می‌کند تا با کمک بهترین دوستش، سامی و پری، رؤیای خود را برای تبدیل شدن به یک طراح کفش ورزشی حرفه ای دنبال کند.

## تولید
فیلمبرداری در ابتدا قرار بود در ماه مه ۲۰۲۰ در تورنتو و همیلتون، انتاریو، کانادا آغاز شود، اما به دلیل همه‌گیری کرونا به تعویق افتاد. تولید در ۱۹ اکتبر ۲۰۲۰ آغاز شد و در ۹ دسامبر ۲۰۲۰ به پایان رسید.

## انتشار
در ابتدا، انتشار اسنیکرلا برای سال ۲۰۲۱ برنامه‌ریزی شده‌بود.تاریخ انتشار نخست به ۱۸ فوریهٔ ۲۰۲۲ در دیزنی+ تغییر یافت؛ اما پس از آن مجدداً به ۱۳ مهٔ ۲۰۲۲ موکول شد. هرچند که طبق گزارش‌ها، تاریخ انتشار آن مجدداً به بعد موکول شده‌بود، اما انتشار در ۱۳ مه نهایتاً در آوریل ۲۰۲۲ تأیید شد.

## بازخوردها
در وب‌سایت جمع‌آوری نقد راتن تومیتوز از ۱۰ نقد منتقد، با میانگین امتیاز ۷٫۷ از ۱۰ مثبت هستند.